# Perigea aldabrae
Perigea aldabrae là một loài bướm đêm trong họ Noctuidae.